# سان أندريه دي لا روتش
سان أندريه دي لا روش (بالفرنسية: Saint-André-de-la-Roche)‏ هي بلدية فرنسية تقع في إقليم الألب البحرية من منطقة بروفنس ألب كوت دازور في جنوب شرق فرنسا. تبلغ مساحة هذه المدينة 2.86 (كم²)، وترتفع عن سطح البحر 62 م، يبلغ عدد سكانها 4841 نسمة حسب إحصاء المعهد الوطني للإحصاء والدراسات الاقتصادية سنة 2009 م. وترأس Honoré Colomas البلدية خلال فترة (2008-2014).

## وصلات خارجية
- صفحة البلدية على موقع المعهد الوطني للإحصاء والدراسات الاقتصادية